# Kazimierz Paździor
Kazimierz Sylwester Paździor (Radom, 4 de março de 1935 – Wrocław, 24 de junho de 2010) foi um boxeador da Polónia, que competiu no peso leve divisão durante sua carreira como amador. Foi campeão olímpico nos Jogos Olímpicos de Verão de 1960.